# Leucocoryne dimorphopetala
Leucocoryne dimorphopetala är en amaryllisväxtart som först beskrevs av Claude Gay, och fick sitt nu gällande namn av Pierfelice Ravenna. Leucocoryne dimorphopetala ingår i släktet Leucocoryne och familjen amaryllisväxter. Inga underarter finns listade i Catalogue of Life.